# Skift
Skift é um site de notícias da indústria de viagens. Skift também fornece pesquisa de mercado e serviços de marketing para a indústria de viagens.
A Skift foi fundada em 2012 por Rafat Ali e Jason Clampet. O nome Skift, que significa "mudança" ou "transformação" nas línguas nórdicas, foi escolhido por Ali e Clampet para destacar as mudanças em curso no futuro das viagens.

## Histórico
Em julho de 2012, Rafat Ali fundou a Skift e assumiu o cargo de CEO. O cofundador Jason Clampet, ingressou como chefe de produto da Skift. Para seu lançamento, a Skift levantou cerca de US$ 500.000 em financiamento de investidores, incluindo L. Gordon Crovitz, Craig Forman, Jim Friedlich, Tom Glocer, Vishal Gondal e Jason Hirschhorn. Em maio de 2013, a Skift anunciou que levantou mais US$ 1,1 milhão em financiamento inicial de um grupo de investidores liderados pela Lerer Ventures.
A receita da Skift vem de três fontes principais: conteúdo de marca, assinaturas e uma série de eventos globais - dos quais o carro-chefe é o Skift Global Forum, realizado anualmente em Nova Iorque.

## Pesquisa e publicidade
A Skift produz relatórios semestrais, chamadas de analistas e planilhas de dados sobre tendências de viagens destinadas a profissionais do setor de viagens, que estão disponíveis por assinatura paga.
The New York Times, CNBC, e The Verge citaram estudos Skift em suas reportagens.
Em janeiro de 2015, a Skift lançou uma revista impressa, Skift Megatrends, construída em torno da previsão anual de tendências de viagens da empresa.
SkiftX é o estúdio de publicidade e conteúdo de marca da Skift. Em 2015, 30% dos negócios da Skift vinham da SkiftX, que criou microsites, vídeos e relatórios de tendências personalizados para empresas do setor de viagens.

## Conferências

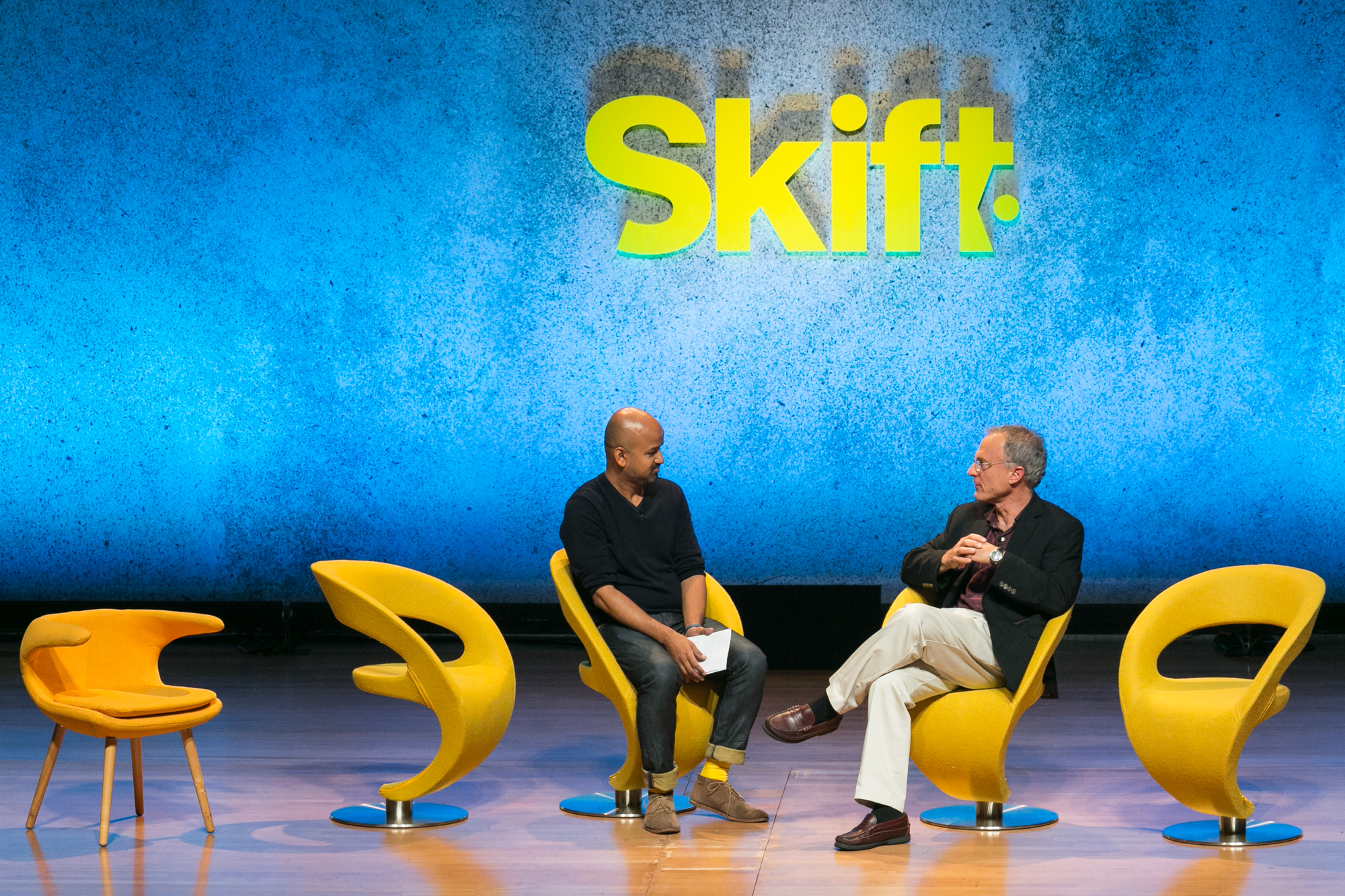
O CEO da Skift, Rafat Ali, entrevista o CEO do TripAdvisor, Stephen Kaufer, no Skift Global Forum 2016.

Desde 2014, a Skift realiza seu anual Skift Global Forum na cidade de Nova Iorque para discutir o futuro das viagens com os executivos da indústria de viagens.
Em 2017, a Skift realizou seu primeiro evento "Skift Forum Europe" em Londres e em 2019, realizou seu primeiro "Skift Forum Asia" em Singapura.